# Olympische Sommerspiele 2000/Leichtathletik – Speerwurf (Frauen)

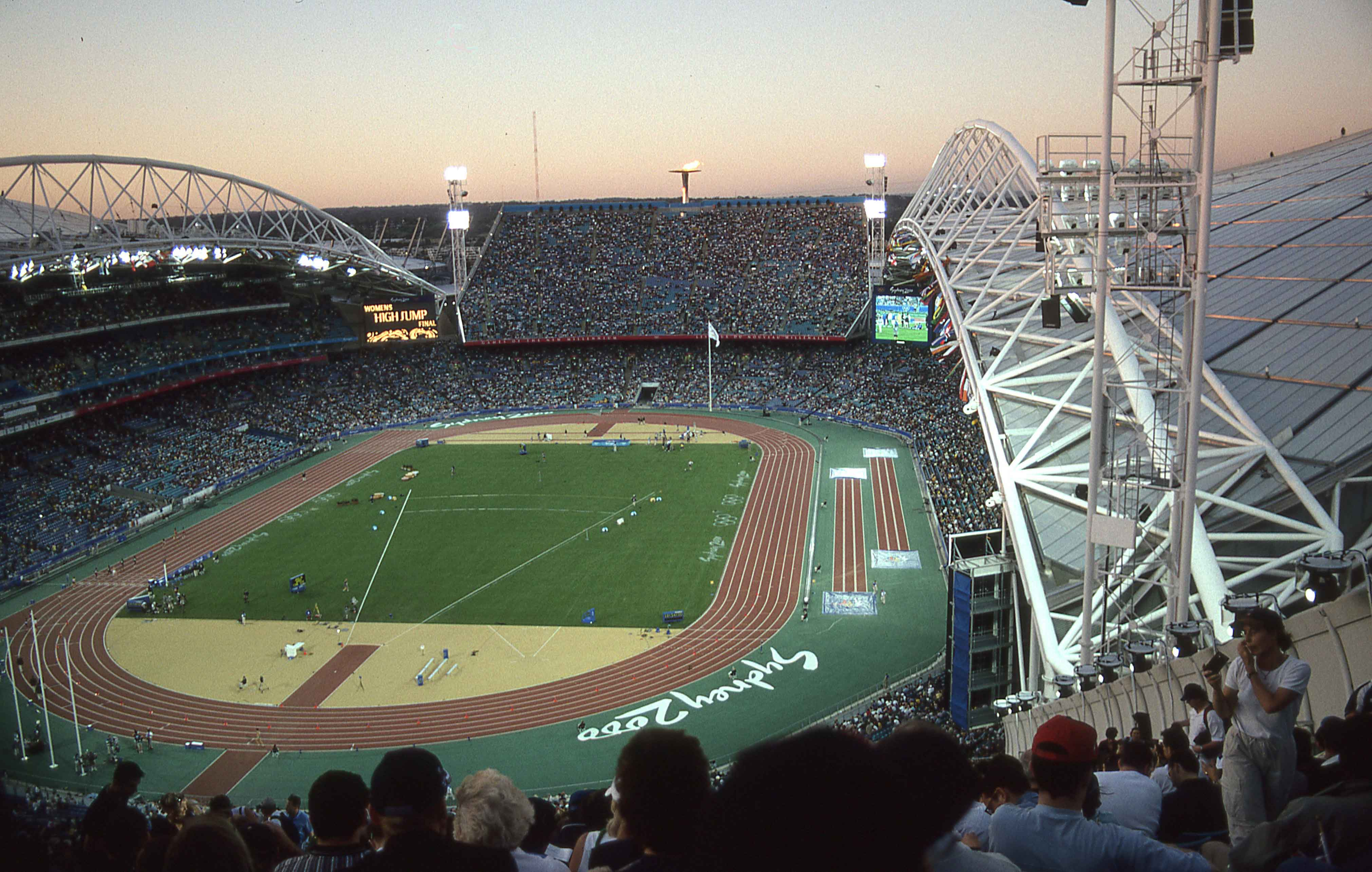
Das frühere ANZ Stadium von Sydney während der Olympischen Spiele 2000

Der Speerwurf der Frauen bei den Olympischen Spielen 2000 in Sydney wurde am 29. und 30. September 2000 im Stadium Australia ausgetragen. 35 Athletinnen nahmen teil.
Olympiasiegerin wurde die Norwegerin Trine Hattestad. Sie gewann vor der Griechin Mirela Manjani-Tzelili und der Kubanerin Osleidys Menéndez.
Mit Steffi Nerius nahm eine Deutsche am Wettkampf teil. Nerius konnte sich für das Finale qualifizieren und belegte Rang vier.

Athletinnen aus der Schweiz, Österreich und Liechtenstein nahmen nicht teil.

## Aktuelle Titelträgerinnen
| Olympiasiegerin 1996                      | Heli Rantanen ( Finnland)              | 67,94 m – alter Speer | Atlanta 1996    |
| Weltmeisterin 1999                        | Mirela Manjani-Tzelili ( Griechenland) | 67,09 m               | Sevilla 1999    |
| Europameisterin 1998                      | Tanja Damaske ( Deutschland)           | 69,10 m – alter Speer | Budapest 1998   |
| Panamerikanische Meisterin 1999           | Osleidys Menéndez ( Kuba)              | 65,68 m               | Winnipeg 1999   |
| Zentralamerika und Karibik-Meisterin 1999 | Laverne Eve ( Bahamas)                 | 61,61 m               | Bridgetown 1999 |
| Südamerika-Meisterin 1999                 | Sabina Moya ( Kolumbien)               | 58,81 m               | Bogotá 1999     |
| Asienmeisterin 2000                       | Lee Young-sun ( Südkorea)              | 55,78 m               | Jakarta 2000    |
| Afrikameisterin 2000                      | Aïda Sellam ( Tunesien)                | 53,35 m               | Algier 2000     |
| Ozeanienmeisterin 2000                    | ʻAna Poʻuhila ( Tonga)                 | 42,32 m               | Adelaide 2000   |

## Rekorde
Vorbemerkung zu den Rekorden und dem neuen Speer:

1999 wurde vom Leichtathletikweltverband IAAF ein neues Wurfgerät eingeführt, bei dem unter anderem der Schwerpunkt verlagert wurde. Die damit erzielten Weiten waren geringer, deshalb wurden alle früheren Rekorde ungültig. Der Grund für die Veränderung war vor allem die bessere Feststellbarkeit des Speer-Auftreffpunkts auf dem Boden nach dem Wurf. Die Flugkurve beim früheren Speer war oft so flach, dass es immer wieder zu Unstimmigkeiten bzgl. der Weite oder auch Gültigkeit eines Wurfes gekommen war. Die Flugkurve des neuen Speers wurde deutlich steiler, sodass die bisherigen Probleme der Weitenmessung kaum noch auftraten.

Der letzte Weltrekord mit dem alten Speer lag bei 80,00 m und wurde am 9. September 1988 von der DDR-Werferin Petra Felke in Potsdam aufgestellt.

Mit 74,78 m erzielte ebenfalls Petra Felke am 26. September 1988 in Seoul den letzten Olympiarekord mit dem alten Speer.

### Bestehende Rekorde
| Weltrekord         | 69,48 m                                                                                    | Trine Hattestad ( Norwegen)                                                                | Oslo, Norwegen                                                                             | 28. Juli 2000                                                                              |
| Olympischer Rekord | Bei diesen Spielen erstmals neuer Speer eingesetzt, deshalb alter Rekord nicht mehr gültig | Bei diesen Spielen erstmals neuer Speer eingesetzt, deshalb alter Rekord nicht mehr gültig | Bei diesen Spielen erstmals neuer Speer eingesetzt, deshalb alter Rekord nicht mehr gültig | Bei diesen Spielen erstmals neuer Speer eingesetzt, deshalb alter Rekord nicht mehr gültig |

### Erste Olympiarekorde / Weitere Rekordverbesserungen
Während des Wettbewerbs gab es in der Qualifikation einen ersten olympischen Rekord, der dann weiter verbessert wurde. Außerdem wurden ein Kontinental- und ein Landesrekord aufgestellt.
- Olympische Rekorde:
  - 65,76 m – Steffi Nerius (Deutschland), Qualifikation am 29. September, Gruppe A, erster Versuch
  - 67,34 m – Osleidys Menéndez (Kuba), Qualifikation am 29. September, Gruppe B, erster Versuch
  - 68,91 m – Trine Hattestad (Norwegen), Finale am 30. September, erster Versuch
- Kontinentalrekord:
  - 67,34 m (Amerikarekord) – Osleidys Menéndez (Kuba), Qualifikation am 29. September, Gruppe B, erster Versuch
- Landesrekord:
  - 67,51 m – Mirela Manjani-Tzelili (Griechenland), Finale am 30. September, dritter Versuch

## Legende
Kurze Übersicht zur Bedeutung der Symbolik – so üblicherweise auch in sonstigen Veröffentlichungen verwendet:
| – | verzichtet |
| x | ungültig   |

Anmerkungen zu zwei Angaben:
- Alle Zeitangaben sind auf Ortszeit Sydney (UTC+10) bezogen.
- Alle Weiten sind in Metern (m) angegeben.

## Qualifikation
Die Qualifikation wurde in zwei Gruppen durchgeführt. Sechs Athletinnen (hellblau unterlegt) übertrafen die direkte Finalqualifikationsweite von 61,50 m. Damit war die Mindestanzahl von zwölf Finalteilnehmerinnen nicht erfüllt. So wurde das Finalfeld mit den sechs nächstbesten Werferinnen (hellgrün unterlegt) beider Gruppen auf zwölf Wettbewerberinnen aufgefüllt. Zur Finalteilnahme reichten schließlich 59,49 m.

### Gruppe A
29. September 2000, 10:00 Uhr
| Platz | Name                   | Nation              | 1. Versuch | 2. Versuch | 3. Versuch | Weite | Anmerkung              |
| ----- | ---------------------- | ------------------- | ---------- | ---------- | ---------- | ----- | ---------------------- |
| 1     | Steffi Nerius          | Deutschland         | 65,76 OR   | –          | –          | 65,76 | OR mit dem neuen Speer |
| 2     | Trine Hattestad        | Norwegen            | 65,44      | –          | –          | 65,44 |                        |
| 3     | Mirela Manjani-Tzelili | Griechenland        | 63,34      | –          | –          | 63,34 |                        |
| 4     | Mikaela Ingberg        | Finnland            | 58,94      | 60,85      | x          | 60,85 |                        |
| 5     | Li Lei                 | Volksrepublik China | 57,01      | x          | 60,57      | 60,57 |                        |
| 6     | Sonia Bisset           | Kuba                | 59,13      | x          | 60,09      | 60,09 |                        |
| 7     | Rita Ramanauskaitė     | Litauen             | 57,81      | x          | 59,21      | 59,21 |                        |
| 8     | Nikolett Szabó         | Ungarn              | 58,86      | 55,95      | 56,72      | 58,86 |                        |
| 9     | Ana Mirela Țermure     | Rumänien            | 55,67      | 56,31      | 53,86      | 56,31 |                        |
| 10    | Jekaterina Iwakina     | Russland            | 55,30      | 52,43      | 55,58      | 55,58 |                        |
| 11    | Lynda Blutreich        | USA                 | x          | 52,77      | 55,25      | 55,25 |                        |
| 12    | Evfemija Štorga        | Slowenien           | x          | 54,94      | 52,97      | 54,94 |                        |
| 13    | Khristina Georgiewa    | Bulgarien           | 54,60      | 51,10      | 53,31      | 54,60 |                        |
| 14    | Nadine Auzeil          | Frankreich          | 51,02      | 53,85      | 49,90      | 53,85 |                        |
| 15    | Inga Kožarenoka        | Lettland            | 53,83      | x          | x          | 53,83 |                        |
| 16    | Louise Currey          | Australien          | 53,32      | x          | –          | 53,32 |                        |
| 17    | Gurmeet Kaur           | Indien              | 52,78      | 48,80      | 46,46      | 52,78 |                        |
| 18    | Tatjana Sudarikowa     | Kirgisistan         | 47,56      | x          | 48,33      | 48,33 |                        |

### Gruppe B

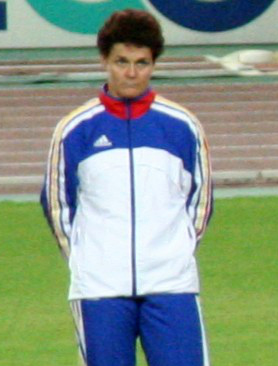
Felicia Țilea-Moldovan – ausgeschieden mit 58,75 m
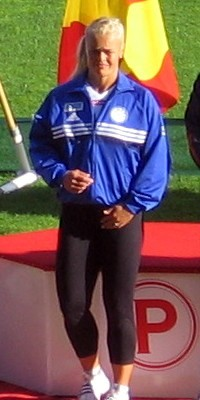
Taina Uppa – ausgeschieden mit 57,39 m

29. September 2000, 11:45 Uhr
| Platz | Name                   | Nation              | 1. Versuch  | 2. Versuch | 3. Versuch | Weite | Anmerkung |
| ----- | ---------------------- | ------------------- | ----------- | ---------- | ---------- | ----- | --------- |
| 1     | Osleidys Menéndez      | Kuba                | 67,34 OR/AM | –          | –          | 67,34 | OR / AM   |
| 2     | Xiomara Rivero         | Kuba                | 61,89       | –          | –          | 61,89 |           |
| 3     | Tatjana Schikolenko    | Russland            | 61,54       | –          | –          | 61,54 |           |
| 4     | Wei Jianhua            | Volksrepublik China | 60,64       | x          | 57,19      | 60,64 |           |
| 5     | Claudia Coslovich      | Italien             | 60,12       | x          | 57,05      | 60,12 |           |
| 6     | Nikola Tomečková       | Tschechien          | 59,49       | 55,40      | 59,40      | 59,49 |           |
| 7     | Felicia Țilea-Moldovan | Rumänien            | 54,11       | 58,75      | x          | 58,75 |           |
| 8     | Laverne Eve            | Bahamas             | x           | 57,98      | 58,36      | 58,36 |           |
| 9     | Joanna Stone           | Australien          | 53,34       | 57,57      | 58,34      | 58,34 |           |
| 10    | Angeliki Tsiolakoudi   | Griechenland        | x           | 58,11      | x          | 58,11 |           |
| 11    | Tetjana Ljachowytsch   | Ukraine             | 55,81       | 53,33      | 57,41      | 57,41 |           |
| 12    | Taina Uppa             | Finnland            | 57,39       | x          | x          | 57,39 |           |
| 13    | Olivia McKoy           | Jamaika             | 55,98       | 52,83      | 56,36      | 56,36 |           |
| 14    | Sueli dos Santos       | Brasilien           | x           | 56,27      | 50,50      | 56,27 |           |
| 15    | Marta Míguez           | Spanien             | 55,52       | 55,01      | x          | 55,52 |           |
| 16    | Lee Young-sun          | Südkorea            | 49,84       | x          | x          | 49,84 |           |
| 17    | Sabina Moya            | Kolumbien           | 41,22       | 49,16      | 47,37      | 49,16 |           |

## Finale

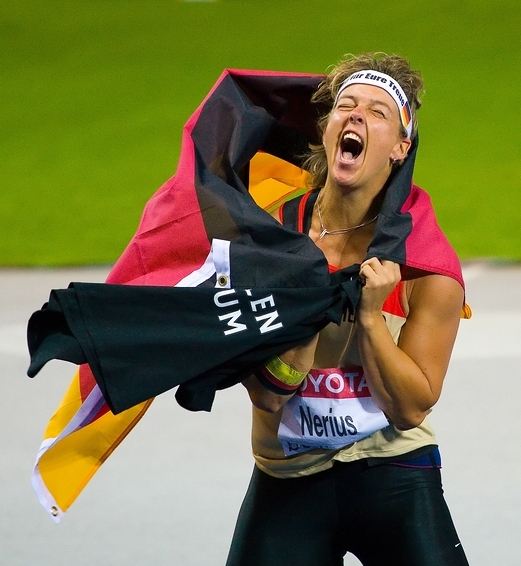
Steffi Nerius (hier nach ihrem Sieg bei den Weltmeisterschaften 2009)
erreichte Platz vier

30. September 2000, 20:00 Uhr
| Platz | Name                   | Nation              | 1. Versuch | 2. Versuch | 3. Versuch | 4. Versuch                                  | 5. Versuch                                  | 6. Versuch                                  | Endresultat | Anmerkung |
| ----- | ---------------------- | ------------------- | ---------- | ---------- | ---------- | ------------------------------------------- | ------------------------------------------- | ------------------------------------------- | ----------- | --------- |
| 1     | Trine Hattestad        | Norwegen            | 68,91 OR   | 62,27      | x          | 64,38                                       | 66,22                                       | 64,09                                       | 68,91       | OR        |
| 2     | Mirela Manjani-Tzelili | Griechenland        | x          | 65,56      | 67,51 NR   | 61,96                                       | 65,34                                       | 67,51                                       | 67,51       | NR        |
| 3     | Osleidys Menéndez      | Kuba                | 66,03      | 64,99      | 65,17      | 63,95                                       | 62,47                                       | 66,18                                       | 66,18       |           |
| 4     | Steffi Nerius          | Deutschland         | 61,99      | 61,41      | 64,84      | 57,88                                       | 61,11                                       | 61,02                                       | 64,84       |           |
| 5     | Sonia Bisset           | Kuba                | 63,26      | 62,77      | x          | x                                           | 62,85                                       | 63,11                                       | 63,26       |           |
| 6     | Xiomara Rivero         | Kuba                | 62,10      | 62,92      | x          | 60,20                                       | x                                           | x                                           | 62,92       |           |
| 7     | Tatjana Schikolenko    | Russland            | 58,28      | 62,91      | 61,54      | x                                           | x                                           | 61,97                                       | 62,91       |           |
| 8     | Nikola Tomečková       | Tschechien          | 58,13      | 55,86      | 58,69      | 56,12                                       | 61,30                                       | 62,10                                       | 62,10       |           |
|       |                        |                     |            |            |            |                                             |                                             |                                             |             |           |
| 9     | Mikaela Ingberg        | Finnland            | 58,10      | 55,97      | 58,56      | nicht im Finale der besten acht Werferinnen | nicht im Finale der besten acht Werferinnen | nicht im Finale der besten acht Werferinnen | 58,56       |           |
| 10    | Wei Jianhua            | Volksrepublik China | 54,06      | 58,23      | 58,33      | nicht im Finale der besten acht Werferinnen | nicht im Finale der besten acht Werferinnen | nicht im Finale der besten acht Werferinnen | 58,33       |           |
| 11    | Li Lei                 | Volksrepublik China | x          | x          | 56,83      | nicht im Finale der besten acht Werferinnen | nicht im Finale der besten acht Werferinnen | nicht im Finale der besten acht Werferinnen | 56,83       |           |
| 12    | Claudia Coslovich      | Italien             | 56,46      | 54,28      | 56,74      | nicht im Finale der besten acht Werferinnen | nicht im Finale der besten acht Werferinnen | nicht im Finale der besten acht Werferinnen | 56,74       |           |

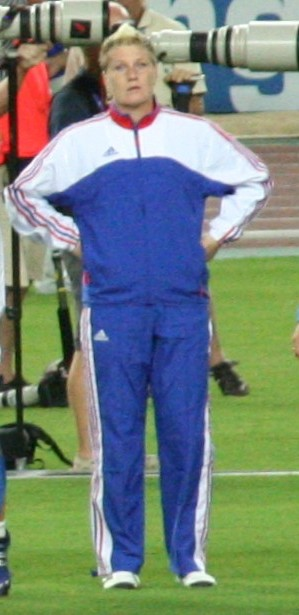
Die Olympiaachte Nikola Tomečková
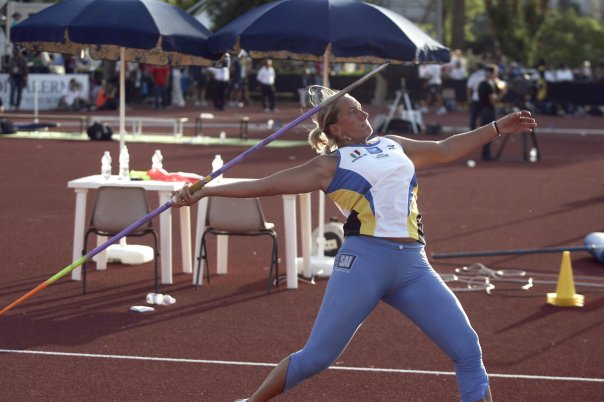
Claudia Coslovich belegte im Finale Rang zwölf

Für das Finale hatten sich zwölf Athletinnen qualifiziert, sechs von ihnen über die Qualifikationsweite, sechs weitere über ihre Platzierungen. Drei Kubanerinnen, zwei Chinesinnen sowie jeweils eine Teilnehmerin aus Deutschland, Finnland, Griechenland, Italien, Norwegen, Russland und Tschechien kämpften um die Medaillen.
Als Favoritin galt die norwegische  Weltrekordlerin und WM-Dritte Trine Hattestad. Zu ihren stärksten Gegnerinnen gehörten die griechische Weltmeisterin Mirela Manjani-Tzelili, die kubanische WM-Vierte Osleidys Menéndez und die russische Vizeweltmeisterin Tatjana Schikolenko.
In der ersten Runde warf Trine Hattestad den Speer auf 68,91 m. Diese neue Olympiarekordweite reichte schließlich für den Sieg. Menéndez lag in der ersten Runde auf Platz zwei mit 66,03 m, doch wurde sie in Durchgang drei von Manjani-Tzelili, die 67,51 m erzielte, auf Platz drei verdrängt. Menéndez verbesserte sich mit ihrem letzten Wurf noch auf 66,18 m, was an der Reihenfolge auf den Medaillenrängen jedoch nichts mehr änderte. Mirela Manjani-Tzelili gewann Silber, Osleidys Menéndez Bronze. Platz vier belegte die Deutsche Steffi Nerius vor den beiden Kubanerinnen Sonia Bisset und Xiomara Rivero. Die mitfavorisierte Tatjana Schikolenko wurde Siebte vor der Tschechin Nikola Tomečková.
Mirela Manjani-Tzelili und Osleidys Menéndez waren die ersten Medaillengewinnerin ihrer Länder im Speerwurf der Frauen.

## Videolinks
- Sydney 2000, Javelin Throw Women, Mirella Maniani, youtube.com, abgerufen am 11. Februar 2022
- Sydney 2000, Trine Hattestads Siegwurf, Bereich 1:10 min – 1:15 min, youtube.com, abgerufen am 16. April 2018